# Institut-Escola de la Generalitat de Catalunya

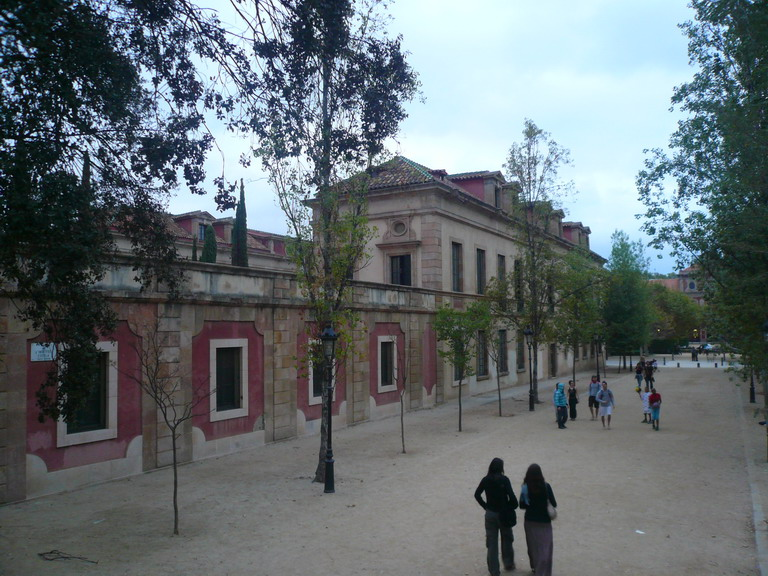
Palau del Governador al parc de la Ciutadella, antiga seu de l'Institut Escola i actual seu de l'Institut Verdaguer

Institut-Escola de la Generalitat de Catalunya fou un centre escolar fundat a Barcelona durant el govern de la Generalitat Estatutària (1932-1933), el 3 de febrer de 1932, impulsat pel llavors conseller de Cultura Ventura Gassol, i segons el model de l'Instituto Escuela de Madrid, per tal de reestructurar l'ensenyament secundari. La seu era al Palau del Governador del parc de la Ciutadella i el director en fou Josep Estalella i Graells.
El seu funcionament es regia per unes Normes elaborades pel Consell de Cultura de la Generalitat de Catalunya, que fixaven l'edat mínima d'ingrés al centre -11 anys-, l'admissió d'alumnes d'ambdós sexes i el seu nombre, el Pla d'Ensenyament, l'organització, etc. Endemés, un reglament intern en definia els trets pedagògics i organitzatius: coeducació de sexes, l'ús del català com a llengua bàsica, laïcisme en la teoria i els costums i la continuïtat coordinada de l'ensenyament primari a la secundària. Era fortament influït pel krausisme i la Institución Libre de Enseñanza. Entre els seus professors hi figurà Ramon Sugranyes.
Durant la guerra civil espanyola la seu es va traslladar a Sants, al carrer d'Olzinelles, i això en va limitar molt l'expansió. El 1939 fou clausurat.
Hi hagué tres altres institut-escola: l'Institut-Escola Pi i Margall, l'Institut-Escola Ausiàs March, ambdós a Barcelona, i l'Institut-Escola Manuel Bartolomé Cossío a Sabadell.